# Universidade de Quiel
A Universidade de Quiel (alemão: Christian-Albrechts-Universität zu Kiel) é uma universidade da Alemanha, localizada na cidade de Quiel. A universidade foi fundada em 1665, denominada pelo seu fundador Cristiano Alberto, Duque de Holsácia-Gottorp (1641 - 1695).